# 张全 (元朝)
张全，蒙古帝国将领，大兴永清县（今河北省永清县）人。
张全的宗族同居百余年，称为义门张氏。他以良家子的身份从军，隶属于史天倪麾下，充任为唐山县令，进授都镇抚。1232年，张全以千户的身份，跟随史天泽到河南略地，密县西山难民藏在山窟中，诸将想要山窟。张全上告史天泽，史天泽于是禁止，很多人得以活下来，人称他为佛张镇抚。其子张思忠。